# Liste des longs métrages vietnamiens proposés à l'Oscar du meilleur film international
Cet article présente la liste des longs métrages vietnamiens proposés à l'Oscar du meilleur film international.

## Films proposés par le Viêt Nam
| Année (Cérémonie) | Titre français                 | Titre original          | Réalisateur                     | Résultat                       |
| ----------------- | ------------------------------ | ----------------------- | ------------------------------- | ------------------------------ |
| 1994 (66e)        | L'Odeur de la papaye verte     | Mùi đu đủ xanh          | Trần Anh Hùng                   | Nommé,                         |
| 1997 (69e)        | Bụi hồng (vi)                  |                         | Hồ Quang Minh (vi)              | Non nommé,                     |
| 2000 (72e)        | Trois Saisons                  | Ba mùa                  | Tony Bui                        | Non nommé,                     |
| 2001 (73e)        | À la verticale de l'été        | Mùa hè chiều thẳng đứng | Trần Anh Hùng                   | Non nommé,                     |
| 2004 (76e)        | Vua bãi rác (vi),              |                         | Đỗ Minh Tuấn                    | Retiré de la liste définitive, |
| 2006 (78e)        | Gardien de buffles             | Mùa len trâu            | Nguyễn Võ Nghiêm Minh           | Non nommé,                     |
| 2007 (79e)        | L'Histoire de Pao (vi)         | Chuyện của Pao          | Ngô Quang Hải                   | Non nommé,                     |
| 2008 (80e)        | Áo lụa Hà Đông                 |                         | Lưu Huỳnh (vi)                  | Non nommé,                     |
| 2010 (82e)        | Đừng đốt (vi)                  |                         | Đặng Nhật Minh                  | Non nommé,                     |
| 2012 (84e)        | Khát vọng Thăng Long (vi)      |                         | Lưu Trọng Ninh                  | Non nommé,                     |
| 2013 (85e)        | Mùi cỏ cháy (vi)               |                         | Nguyễn Hữu Mười                 | Non nommé,                     |
| 2016 (88e)        | Jackpot                        | Trúng số                | Dustin Nguyen                   | Non nommé,                     |
| 2017 (89e)        | Tôi thấy hoa vàng trên cỏ xanh |                         | Victor Vu (vi)                  | Non nommé,                     |
| 2018 (90e)        | Cha cõng con                   | Cha cõng con            | Lương Đình Dũng                 | Non nommé,                     |
| 2019 (91e)        | Cô Ba Sài Gòn (vi)             |                         | Trần Bửu Lộc and Kay Nguyễn     | Non nommé,                     |
| 2020 (92e)        | Furie                          | Hai Phượng              | Lê Văn Kiệt                     | Non nommé,                     |
| 2021 (93e)        | Mắt biếc (vi)                  |                         | Victor Vu (vi)                  | Non nommé,                     |
| 2022 (94e)        | Bố già (vi)                    |                         | Trấn Thành (vi) et Vũ Ngọc Đãng | Non nommé,                     |
| 2023 (95e)        | 578: Phát đạn của kẻ điên (vi) |                         | Lương Đình Dũng                 | Non nommé,                     |
| 2024 (96e)        | Cendres glorieuses             | Tro tàn rực rỡ          | Bùi Thạc Chuyên                 | Non nommé,                     |
| 2025 (97e)        | Đào, phở và piano (vi)         |                         | Phi Tiến Sơn                    | En attente                     |